# Langhedul
De familie Langhedul was een aanzienlijk geslacht van orgelbouwers in Vlaanderen en Frankrijk, werkzaam tussen ca. 1480 en 1636. Het geslacht Langhedul heeft de Zuid-Nederlandse orgelbouwkunst verspreid in Frankrijk, zoals het geslacht Mors dit deed in Noord-Duitsland en Brebos in Spanje. Samen met de Waalse orgelmaker Crespin Carlier, die ook tot de Langhedulschool behoort, legden de Langheduls (voornamelijk Jan en Matthijs) de basis voor het Franse klassieke orgel zoals dat van 1636-1790 werd gebouwd.

## Victor Langhedul
Gestorven te Ieper ca. 1513. Woonde te Ieper.
Werkzaamheden:
- ca. 1480: Sint-Winoksbergen, jakobijnklooster
- 1481: Sint-Omaars, Onze-Lieve-Vrouwkerk
- 1486: Kortrijk
- 1491: Mesen
- 1500: Rijsel, Sint-Pieter

## Matthijs de Wulf
Schoonbroer van Victor Langhedul, zet het bedrijf in Ieper verder.
Werkzaamheden:
- 1516: Sint-Omaars
- 1521: Rijsel
- 1522: Ieper

## Michiel I Langhedul
Zoon van Victor Langhedul. Hij werkte als jeugdig orgelmaker korte tijd aan het orgel van de kathedraal van Salisbury (Verenigd Koninkrijk), waarna hij naar Ieper terugkeerde en tot 1570 in Zuidwest-Vlaanderen vele orgels bouwde en restaureerde.
Werkzaamheden:
- 1530-1531: Kathedraal van Salisbury: werkzaamheden
- 1534: Kortrijk, Onze-Lieve-Vrouwkerk
- 1535: Veurne, Sint-Walburga
- 1536: Brugge, Onze-Lieve-Vrouwkerk
- 1546: Sint-Omaars
- 1548-1553: Sint-Winoksbergen
- 1553, 1557, 1562: Nieuwpoort
- ca. 1555,1559: Duinkerke, Sint-Eligius
- 1560: Veurne, Sint-Niklaas
- 1560: Ninove, Onze-Lieve-Vrouwkerk, nieuw orgel
- 1569: Poperinge
- 1570: Kortrijk

## Zonen van Michiel I Langhedul

### Michiel II Langhedul
Zoon van Michiel I. Overleden in Gent, 6 februari 1592. Minder bekend dan zijn broer Jan.
Werkzaamheden:
- 1588: Diksmuide
- 1591: Brugge

### Jan Langhedul
Zoon van Michiel I. Jan is de eerste "international" in de familie.  
Werkte eerst in Vlaanderen. In Ieper woonde hij aan de zuidzijde van de Boterstraat. Hij verplaatste zijn bedrijf omwille van sociale en religieuze onrust naar Rijsel (1583) en Parijs (1585). Hij werd benoemd tot hoforgelbouwer van Hendrik III, de koning van Frankrijk.
Hij introduceerde het Vlaamse orgeltype in Frankrijk en legde daarmee de basis voor het Franse barokorgel. De Noord-Franse en in het bijzonder de Parijse bouwtrant zal haar nationale traditie verlaten en plaats maken voor de Vlaamse orgelbouwstijl. 
Toen de rust in Vlaanderen door de Spaanse Successieoorlog was hersteld, keerde Jan naar zijn geboorteland terug, waar hij in 1590 samen met zijn zoon Guillaume het orgel in de Sint-Salvatorkerk in Gent renoveerde. Hij overleed 6 februari 1592 in Gent, waar hij in de dominicanenkerk werd begraven, blijkens een grafopschrift.
Werkzaamheden:
- voor 1577 tot omstreeks 1583: Ieper, Sint-Maartenskerk, onderhoud. Dit orgel is afkomstig uit de werkplaats van een Langhedul.
- voor 1578: Gistel, onderhoud
- restauratiewerk aan belangrijke Parijse orgels: 
  - 1587: het Augustijnerklooster
  - 1588: de Sainte-Chapelle
  - de Saint-Benoît
  - de Sint-Augustinuskerk
  - 1588: de St-Jacques-de-la-Boucherie, nieuw orgel
- 1590: Sint-Salvatorskerk in Gent

## Zonen van Jan Langhedul

### Guillaume Langhedul
Guillaume zette het werk van zijn vader voort in Vlaanderen.  Zijn werkzaamheden situeren zich vooral rond Gent.  Hij is vermoedelijk jong overleden.

### Matthijs Langhedul
Matthijs (Ieper? - Brussel, 1635/1636) was sinds 1592 organist en orgelmaker aan het Spaanse hof.  Hij onderhield er de vier orgels die de Vlaamse orgelbouwer G. Brebos gebouwd had.  Hij trok rond 1600 naar Parijs en onderhield er de orgels van zijn vader Jan.  
Voor Saint-Gervais bouwde hij een groot instrument waarop later leden van de beroemde familie Couperin zouden spelen (1653-1789).  In dit orgel zijn nog steeds pijpen gesigneerd "Langhedul 1600".  
Rond 1605 keerde hij terug naar Ieper. Hij werkt in 1609 in Gent. In 1613 vestigde hij zich in Brussel waar hij aartshertogelijk orgelbouwer werd.

#### Werkzaamheden
Periode in Parijs:
- belangrijke herstellingen aan de Parijse orgels van onder meer Saint-Loup, Saint-Eustache (nieuw rugwerk, 1604), de Saint-Jean-en-Grêve en de Saint-Leu (1603).
- 1599-1601: bouw van een orgel in de Saint-Gervais: het instrument waar de Couperins later zouden op spelen
- Saint-Benoît-le-Bétourné Collegiate: nieuw orgel, later verplaatst naar de Saint-Jacques-du-Haut-Pas door Claude-François Clicquot

Periode in Vlaanderen:
- 1611: Hondschote (Frans-Vlaanderen)
- 1611: Veurne, Sint-Walburgakerk
- 1614: Brussel, Sint-Goedele, werkzaamheden
- 1617: Brussel, Begijnhof , werkzaamheden
- 1617: het hof in Madrid, nieuw orgel voor Filips III van Spanje
- 1617: Sint-Omaars, Onze-Lieve-Vrouwkathedraal
- 1617-1619: Tongeren (basiliek), nieuw orgel
- 1618-1636: Antwerpen, kathedraal, nieuw orgel broederschap H. Sacrament
- 1620 en volgende jaren: Brussel, Abdij van Coudenberg. Onderhoud
- vanaf 1621: Anderlecht, nieuw orgel
- 1624-1625: Brussel, hofkapel. Herstelling en wijziging aan het grote orgel.

## De school van Langhedul
In Frankrijk werkte de Waalse orgelbouwer Crespin Carlier, tijdgenoot van Matthijs, in de stijl van de Langheduls en legde er mee de basis voor het Franse klassieke orgel zoals dat van 1636-1790 werd gebouwd.
In de Zuidelijke Nederlanden moeten we als directe of indirecte leerlingen zien: de familie Ysore (ook wel Isoré, Isorée, Isoree, Izoret, Ysere) uit Winoksbergen, Crespin Carlier, Nicolaas Bauwens uit Ath, Nicolaas Elewoud (of Hellewoud) uit Brugge, Jacques Stoop uit Ieper, Pieter van der Haeghen uit Gent en de orgelbouwers Van Belle. Jacob van Eynde wordt als afsluiter van deze Langhedul-traditie beschouwd.